# Yılmaz Güney
Yilmaz Güney, właśc. Yilmaz Pütün (ur. 1 kwietnia 1937 w wiosce Yenice w tureckiej prowincji Adana; zm. 9 września 1984 w Paryżu) – turecki reżyser, scenarzysta i aktor filmowy pochodzenia kurdyjskiego, cieszący się międzynarodową sławą. Pierwszy twórca kinematografii tureckiej, wyróżniony Złotą Palmą na 35. MFF w Cannes – zdobył ją za film Droga (1982). W wielu swoich dziełach portretował niełatwe życie mieszkańców Turcji z nizin społecznych.

## Życie i twórczość
Grał główne role niemal we wszystkich swoich wczesnych filmach. Łącznie zagrał aż 111 ról w filmach fabularnych. Pisał też scenariusze - zarówno do własnych projektów, jak i dla innych reżyserów (np. dla Zekiego Öktena). Przy kilku jego ostatnich filmach Şerif Gören pracował jako jego współreżyser.
Pozostawał w ciągłym konflikcie z władzami Turcji, gdyż często odwoływał się w swych dziełach do kurdyjskiej kultury, tradycji i języka. Wiele lat spędził w więzieniu, pisząc scenariusze realizowane przez swoich kolegów-reżyserów. Gdy we wrześniu 1980 r. filmy Güneya zostały zakazane przez nową juntę wojskową, reżyser musiał ostatecznie opuścić swój kraj i udać się na emigrację do Francji, gdzie zmarł w 1984 r. na raka żołądka i spoczął na cmentarzu Père-Lachaise. Przed śmiercią władze tureckie odebrały mu obywatelstwo, a tamtejszy sąd skazał Güneya na 22 lata więzienia.

## Filmografia

### Reżyser
- 1966: At avrat silah
- 1967: Bana kursun islemez
- 1968: Seyyit Han: Topragin Gelini
- 1968: Pire Nuri
- 1969: Bir çirkin adam
- 1969: Aç kurtlar
- 1970: Piyade Osman
- 1970: Canli hedef
- 1970: Nadzieja (Umut) – współreżyser
- 1971: Umutsuzlar
- 1971: Yarin son gundur
- 1971: Ojciec (Baba)
- 1971: Ibret
- 1971: Aci
- 1972: Elegia (Agit)
- 1974: Przyjaciel (Arkadas)
- 1974: Niepokój (Endise) – współreżyser
- 1975: Biedacy (Zavallilar) – współreżyser
- 1982: Droga (Yol) – współreżyser
- 1983: Mur (Duvar)[1][2]